# Alternatív pszichológia
A mainstream pszichológiával az itt bemutatásra kerülő alternatív pszichológia három ponton szakít radikálisan:
1.   Nem a természettudományok egyikének tekinti magát, hanem miközben sajátos természettudománynak is, lévén tárgya szerves kapcsolatban az agy működésével, éppannyira történeti tudománynak is (Lev Vygotsky Archive), minthogy tárgya éppolyan szerves összefüggésben van a kultúra alakulásával
2.   Természettudományos fele sem olyan természet keretében írja le a maga tárgyát, amely részecskékből és közöttük fellépő kölcsönhatásból áll. A modern fizika elgondolását a részecske- ill. a hullám-logika komplementaritásáról alkalmazza a pszichológia összefüggéseire is, általában pedig a módszertani individualizmus és a módszertani holizmus ellentétének meghaladására.
3.   A pszichikumnak azt a felét, amelyik részecskék kölcsönhatása mentén lenne leírható, szintén nem arisztotelészi logikával, az egyes részecskék saját belső tulajdonságait tekintve kezeli, hanem Kurt Lewin módszertani programjának megvalósítására törekedve: úgy, hogy a részecskék közötti viszonyok mezőjét szem előtt tartja.
Az a felismerés, hogy a megtorpant pszichológiában alternatív megközelítések keresésére van szükség, hívta életre 1983-ban a New Ideas in Psychology c. folyóiratot.